# Fidiobia danielssoni
Fidiobia danielssoni är en stekelart som beskrevs av Peter Neerup Buhl 2001. Fidiobia danielssoni ingår i släktet Fidiobia och familjen gallmyggesteklar. Inga underarter finns listade i Catalogue of Life.